# Ilio Guerrini
Ilio Guerrini (Livorno, 5 aprile 1905 – Cagliari, 16 agosto 1984) è stato un calciatore italiano, di ruolo difensore.

## Carriera
Dopo 13 presenze in massima serie con la maglia del Livorno, nel 1929 passa al Cagliari, con cui vince il campionato di Prima Divisione 1930-1931 ed approda in Serie B.
Con i sardi debutta tra i cadetti nella stagione 1931-1932 e nei tre campionati di Serie B disputati colleziona 80 presenze e 2 reti.
Lascia il Cagliari nel 1934 dopo aver disputato complessivamente 132 gare in maglia rossoblù.